# The Best of Rod Stewart
The Best of Rod Stewart (englisch für „Das Beste von Rod Stewart“) ist ein Best-of-Album des britischen Rocksängers Rod Stewart. Es erschien am 10. November 1989 über das Label Warner Bros. Records und zählt mit über einer Million verkauften Exemplaren zu den meistverkauften Musikalben in Deutschland. In den Vereinigten Staaten wurde das Album nicht veröffentlicht.

## Inhalt
Die auf dem Album enthaltenen Lieder sind größtenteils Singles, die aus zuvor veröffentlichten Studioalben des Sängers ausgekoppelt wurden. So stammen die Songs This Old Heart of Mine, Sailing und I Don’t Want to Talk About It aus Atlantic Crossing (1975). Die Stücke The First Cut Is the Deepest, The Killing of Georgie (Part I and II) und Tonight’s the Night wurden dem Album A Night on the Town (1976) entnommen, während Baby Jane und What Am I Gonna Do (I’m So in Love with You) von Body Wishes (1983) stammen. Die Lieder I Was Only Joking und You’re in My Heart erschienen zuvor auf dem Album Foot Loose & Fancy Free (1977), wogegen Maggie May auf Every Picture Tells a Story (1971) veröffentlicht wurde. Jeweils ein Song stammt zudem von den Studioalben Never a Dull Moment (1972) (You Wear It Well), Blondes Have More Fun (1978) (Da Ya Think I’m Sexy?), Tonight I’m Yours (1981) (Young Turks) und Every Beat of My Heart (1986) (Every Beat of My Heart). Des Weiteren ist das zuvor unveröffentlichte Stück Downtown Train enthalten. Den Studioalben An Old Raincoat Won’t Ever Let You Down (1969), Gasoline Alley (1970), Smiler (1974), Foolish Behaviour (1980), Camouflage (1984) und Out of Order (1988) wurden dagegen keine Titel entnommen.
Die Lieder You Wear It Well, I Was Only Joking, What Am I Gonna Do (I’m So in Love with You) und The Killing of Georgie (Part I and II) sind nicht auf der Schallplattenversion des Albums enthalten.

## Produktion und Gastbeiträge
Die auf The Best of Rod Stewart enthaltenen Lieder wurden zum Großteil von dem US-amerikanischen Musikproduzenten Tom Dowd und Rod Stewart selbst produziert. Weitere beteiligte Produzenten sind Jim Cregan, Bernard Edwards, Trevor Horn, Jimmy Iovine, George Tutko und Bob Ezrin. Als Autoren der Stücke fungierten neben Rod Stewart verschiedene Songwriter, darunter Martin Quittenton, Carmine Appice, Holland–Dozier–Holland, Danny Whitten, Cat Stevens und Tom Waits. Der einzige Gastauftritt des Albums stammt von dem US-amerikanischen Sänger Ronald Isley, der auf This Old Heart of Mine zu hören ist.

## Covergestaltung
Das Albumcover ist in Sepia gehalten und zeigt Rod Stewart, der den Betrachter anlächelt. Im oberen Teil des Bildes befindet sich der weiße Schriftzug The Best of Rod Stewart.

## Titelliste
| #      | Titel                                        | Länge | Album (Jahr)                       |
| ------ | -------------------------------------------- | ----- | ---------------------------------- |
| 1      | Maggie May                                   | 4:56  | Every Picture Tells a Story (1971) |
| 2 (*)  | You Wear It Well                             | 4:20  | Never a Dull Moment (1972)         |
| 3      | Baby Jane                                    | 4:42  | Body Wishes (1983)                 |
| 4      | Da Ya Think I’m Sexy?                        | 4:26  | Blondes Have More Fun (1978)       |
| 5 (*)  | I Was Only Joking                            | 4:48  | Foot Loose & Fancy Free (1977)     |
| 6      | This Old Heart of Mine (mit Ronald Isley)    | 4:27  | Atlantic Crossing (1975)           |
| 7      | Sailing                                      | 4:21  | Atlantic Crossing (1975)           |
| 8      | I Don’t Want to Talk About It                | 4:48  | Atlantic Crossing (1975)           |
| 9      | You’re in My Heart                           | 4:28  | Foot Loose & Fancy Free (1977)     |
| 10     | Young Turks                                  | 4:35  | Tonight I’m Yours (1981)           |
| 11 (*) | What Am I Gonna Do (I’m So in Love with You) | 3:36  | Body Wishes (1983)                 |
| 12     | The First Cut Is the Deepest                 | 3:52  | A Night on the Town (1976)         |
| 13 (*) | The Killing of Georgie (Part I and II)       | 6:13  | A Night on the Town (1976)         |
| 14     | Tonight’s the Night                          | 3:34  | A Night on the Town (1976)         |
| 15     | Every Beat of My Heart                       | 4:39  | Every Beat of My Heart (1986)      |
| 16     | Downtown Train                               | 4:30  | zuvor unveröffentlicht             |

(*) Die Lieder You Wear It Well, I Was Only Joking, What Am I Gonna Do (I’m So in Love with You) und The Killing of Georgie (Part I and II) sind nicht auf der Schallplattenversion des Albums enthalten.

## Chartplatzierungen und Singles
The Best of Rod Stewart stieg am 4. Dezember 1989 auf Platz 75 in die deutschen Albumcharts ein und erreichte am 2. April 1990 mit Rang sechs die höchste Platzierung. Insgesamt konnte es sich 38 Wochen in den Top 100 halten, davon vier Wochen in den Top 10. Im Vereinigten Königreich belegte das Album Position drei und hielt sich 167 Wochen in den Top 100. Ebenfalls die Top 10 erreichte es unter anderem in Italien, Neuseeland, den Niederlanden und Australien. In den deutschen Jahrescharts 1990 belegte The Best of Rod Stewart Platz 20 und im Vereinigten Königreich Rang 31.
| ChartsChartplatzierungen     | Höchstplatzierung | Wochen |
| ---------------------------- | ----------------- | ------ |
| Deutschland (GfK)            | 6 (38 Wo.)        | 38     |
| Österreich (Ö3)              | 12 (21 Wo.)       | 21     |
| Schweiz (IFPI)               | 25 (6 Wo.)        | 6      |
| Vereinigtes Königreich (OCC) | 3 (167 Wo.)       | 167    |

| ChartsJahrescharts (1989)    | Platzierung |
| ---------------------------- | ----------- |
| Vereinigtes Königreich (OCC) | 33          |

| ChartsJahrescharts (1990)    | Platzierung |
| ---------------------------- | ----------- |
| Deutschland (GfK)            | 20          |
| Vereinigtes Königreich (OCC) | 31          |

Als einzige Single des Albums wurde im November 1989 das zuvor unveröffentlichte Lied Downtown Train ausgekoppelt. Es erreichte Platz 39 in Deutschland, Rang zehn im Vereinigten Königreich und Position drei in den Vereinigten Staaten.

## Auszeichnungen für Musikverkäufe
The Best of Rod Stewart wurde im Jahr 1996 in Deutschland für mehr als eine Million verkaufte Einheiten mit einer doppelten Platin-Schallplatte ausgezeichnet, womit es zu den meistverkauften Musikalben des Landes gehört. Im Vereinigten Königreich erhielt es 2014 für über 2,4 Millionen Verkäufe achtfach-Platin. Laut Auszeichnungen belaufen sich die weltweiten Verkäufe auf mehr als 4,4 Millionen.
| Land/Region                  | Auszeichnungen für Musikverkäufe (Land/Region, Auszeichnung, Verkäufe) | Verkäufe  |
| ---------------------------- | ---------------------------------------------------------------------- | --------- |
| Argentinien (CAPIF)          | 2× Platin                                                              | 120.000   |
| Australien (ARIA)            | 5× Platin                                                              | 350.000   |
| Brasilien (PMB)              | Platin                                                                 | 250.000   |
| Deutschland (BVMI)           | 2× Platin                                                              | 1.000.000 |
| Finnland (IFPI)              | Gold                                                                   | 25.623    |
| Neuseeland (RMNZ)            | 7× Platin                                                              | 140.000   |
| Niederlande (NVPI)           | Platin                                                                 | 100.000   |
| Österreich (IFPI)            | Platin                                                                 | 50.000    |
| Schweiz (IFPI)               | Platin                                                                 | 50.000    |
| Spanien (Promusicae)         | Platin                                                                 | 100.000   |
| Vereinigtes Königreich (BPI) | 8× Platin                                                              | 2.400.000 |
| Insgesamt                    | 1× Gold · 29× Platin ·                                                 | 4.585.623 |

Hauptartikel: Rod Stewart/Auszeichnungen für Musikverkäufe